# 麻雀短腺吸虫
麻雀短腺吸虫（学名：Brachylecithum passerium）为双腔科短腺属的动物。在中国大陆，分布于江苏省南京等地，营寄生生活，终末宿主树麻雀，寄生于肝脏以及胆管。该物种的模式产地在江苏省南京。